# Miss Jackson
«Miss Jackson» es una canción de la banda estadounidense Panic! at the Disco. Cuenta con la colaboración de la cantante de soul, Lauren Pritchard, más conocida por su nombre artístico de Lolo. Fue lanzado el 15 de julio de 2013, como el primer sencillo del cuarto álbum de estudio de la banda, Too Weird to Live, Too Rare to Die!. La canción está inspirada en el clásico de Janet Jackson, «Nasty». El video musical fue dirigido por Jordan Bahat. En las listas musicales de Estados Unidos, Canadá y el Reino Unido apenas logró ubicarse entre los primeros 70.

## Lista de canciones
Descarga digital
1. «Miss Jackson» – 3:12

## Posicionamiento en listas
| Listas (2013)                             | Mejor posición |
| ----------------------------------------- | -------------- |
| Canadá (Hot 100)                          | 73             |
| Estados Unidos (Billboard Hot 100)        | 68             |
| Estados Unidos (Alternative Songs)        | 7              |
| Estados Unidos (Rock Songs)               | 11             |
| Reino Unido (The Official Charts Company) | 61             |